# Leutfred I.
Leutfred I. oder auch Leutfried, (lat. Leudefredus; * ?; † ?) war von 570 bis 587 alamannischer Herzog.
Leutfred I. wurde 587 vom fränkisch austrasischen König Childebert II. abgesetzt. Sein Nachfolger als Alamannenherzog wurde Uncilin.